# Sint-Nicolaaskerk (Vreeland)
De Sint-Nicolaaskerk (Grote Kerk) van Vreeland werd gebouwd in de jaren 1265 tot 1275. De kerk was aanvankelijk gewijd aan Sint-Gregorius maar later aan Sint-Nicolaas.

## Geschiedenis
In 1265 werd de kerk, gewijd aan Sint-Nicolaas, gebouwd. Vreeland verwierf toen stadsrechten nadat Hendrik van Vianden daar een kasteel had gebouwd.
De eerste kerk bestond uit een zware toren met een schip en twee lage dwarskapellen met een smal gesloten koor, het plafond bestond uit een houten spitstongewelf, voorzien van trekbalken met korbeelstellen.
In de ongeregeldheden die voortvloeiden uit de strijd tussen Jan van Arkel en de Hollandse graaf Willem V werd de kerk zwaar beschadigd en in de 15e eeuw herbouwd waarbij het schip werd vergroot.
In 1580 werd de kerk protestants, het koor werd door een wand van het schip afgescheiden. In de rijke 17e eeuw werd de kerk verfraaid met een eiken preekstoel met houtsnijwerk, een schout-/schepenenbank, koperwerk (twee kaarsenkronen met wapenschildjes, doophek en een koorhek) en sierlijke bogen.
Omstreeks 1700 werden toren en westmuur aan de buitenzijde met kleine bakstenen beklampt (d.w.z. zonder spouw tegen de bestaande muur gemetseld) en de meeste vensters voorzien van houten ramen.
In 1854 kreeg de kerk het huidige (2020) Knipscheer orgel met 1 manuaal, aangehangen pedaal en 10 registers, het werd in 1928 uitgebreid en in 1969 gerestaureerd.
Zondag 7 november 1857 ontstond brand door een achtergebleven stoof. De schade was aanzienlijk en werd in de jaren 1857-1859 hersteld.
In de 19e eeuw werd een stucplafond aangebracht, dat bij de grote restauratie in de jaren 1967-1971 weer werd vervangen door een houten tongewelf.
In 1969 kreeg de kerk van verschillende schenkers drie gebrandschilderde ramen, een in het koor en twee in de dwarskapellen (J. Nicolas),  afgebeeld zijn de schepping, de opstanding en de Nieuwe Stad.
In 2006 was er groot onderhoud aan het stucwerk, het dak en de omloop van de toren.

## Afbeeldingen

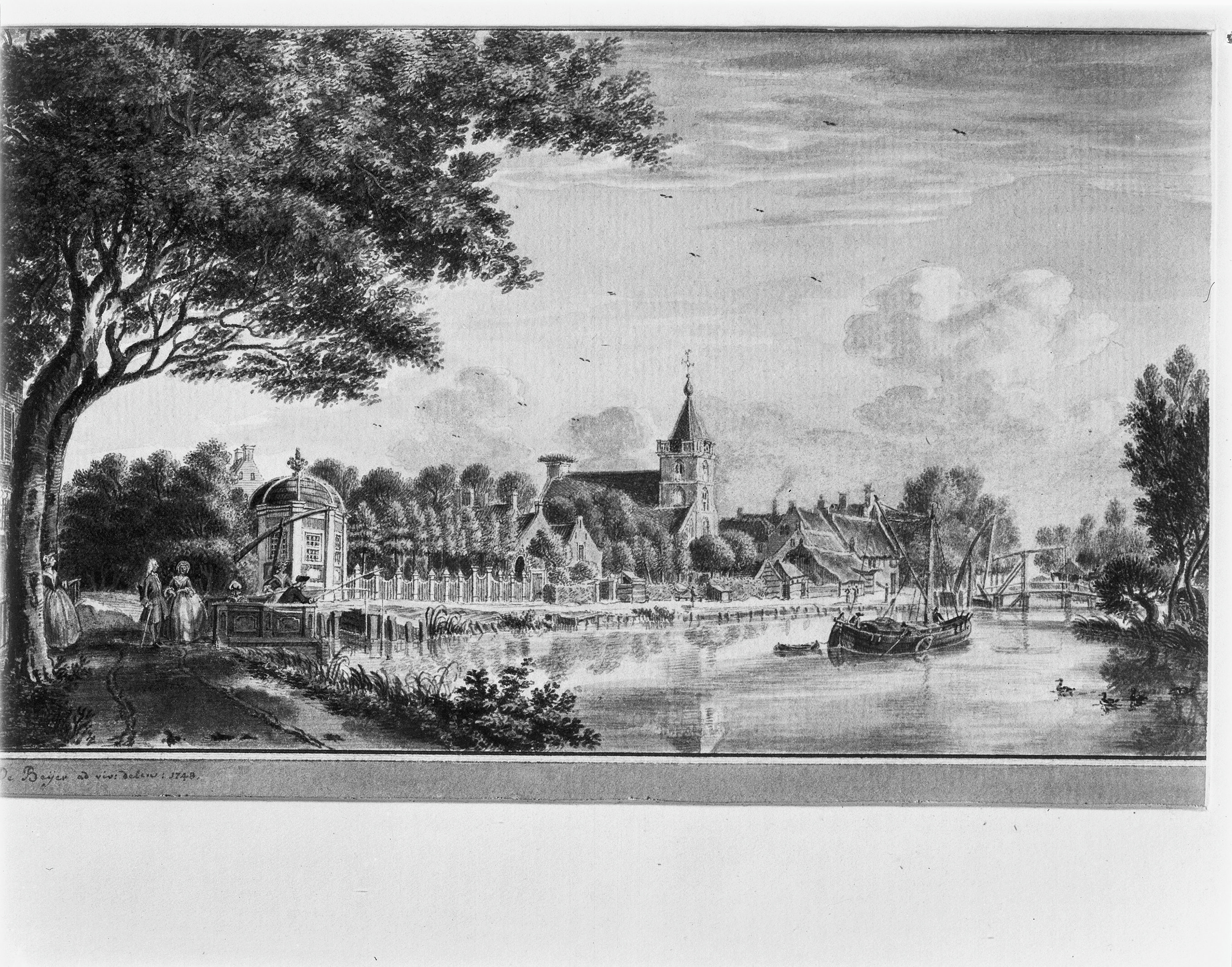
Dorp, repr. J. de Beijer, 1748
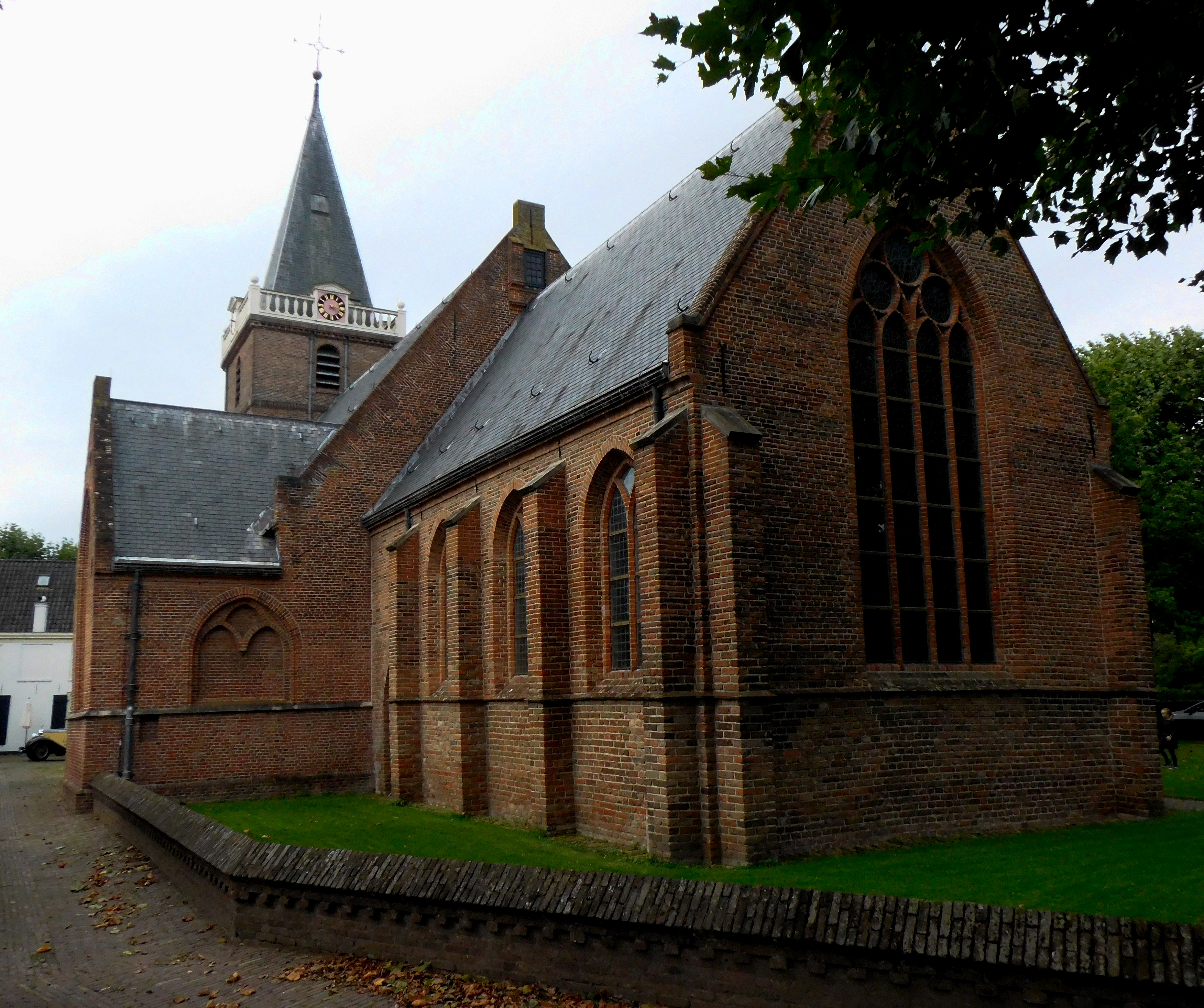
Vreeland kerk zuidoost
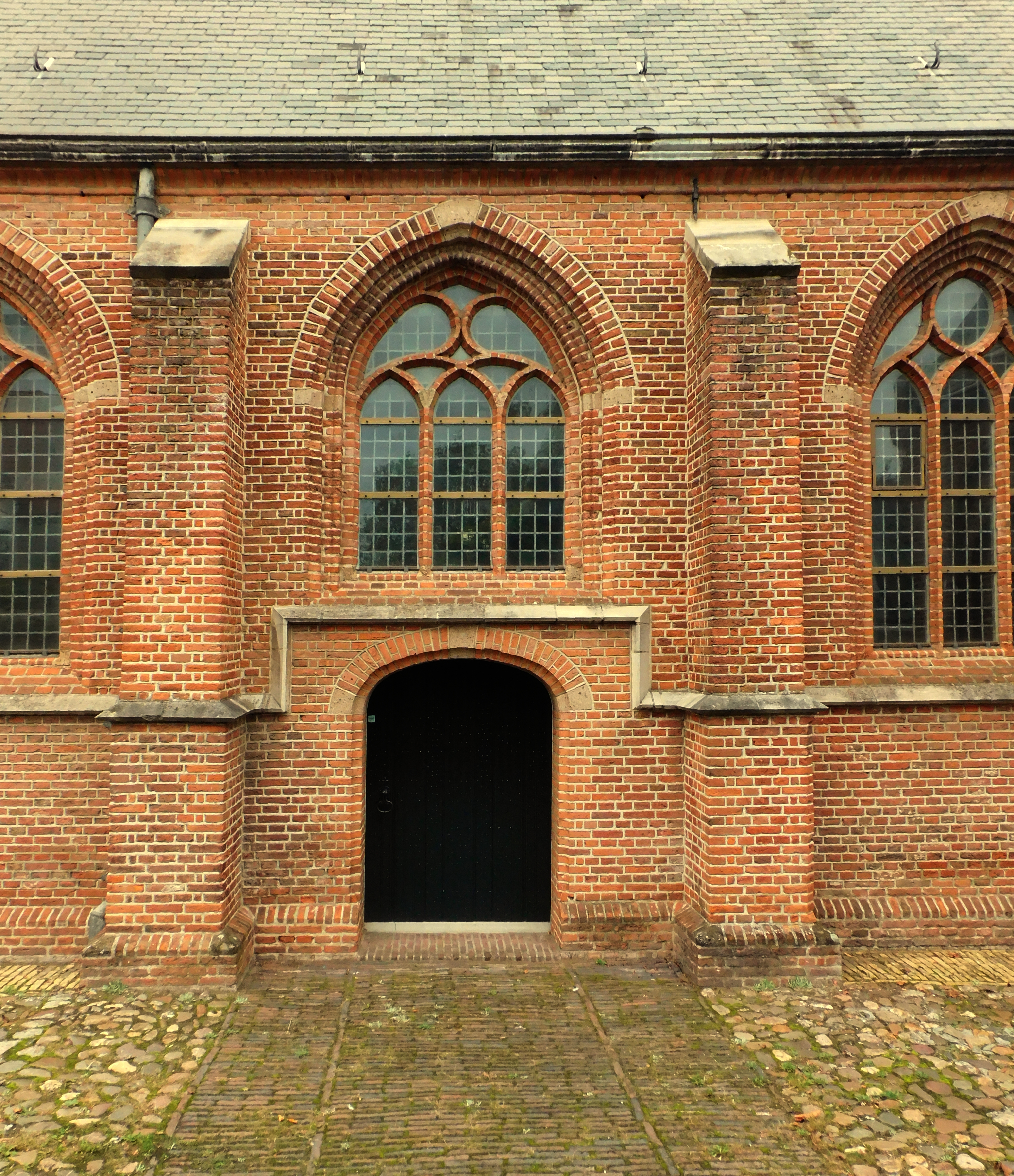
detail westgevel
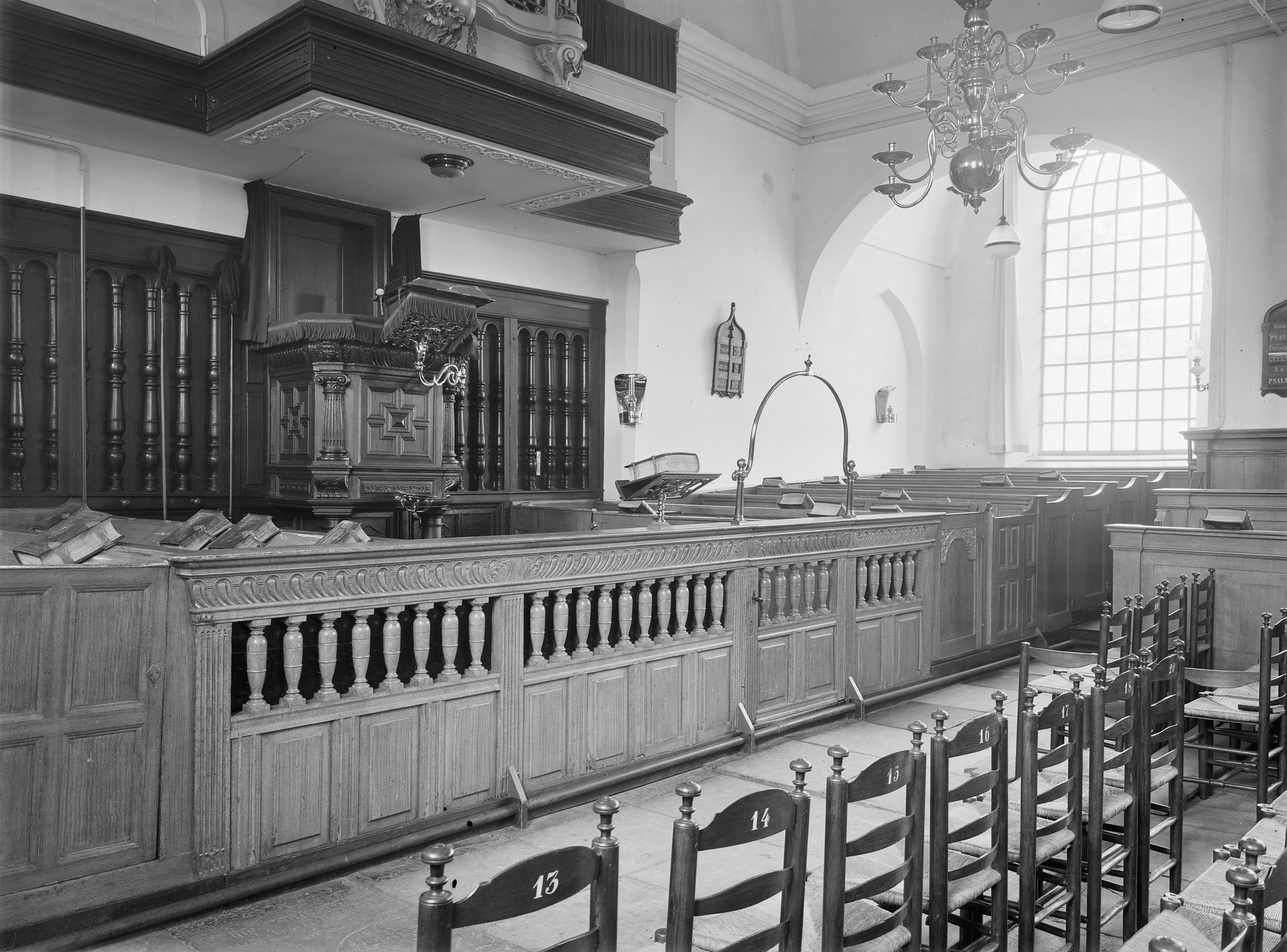
Interieur 1943
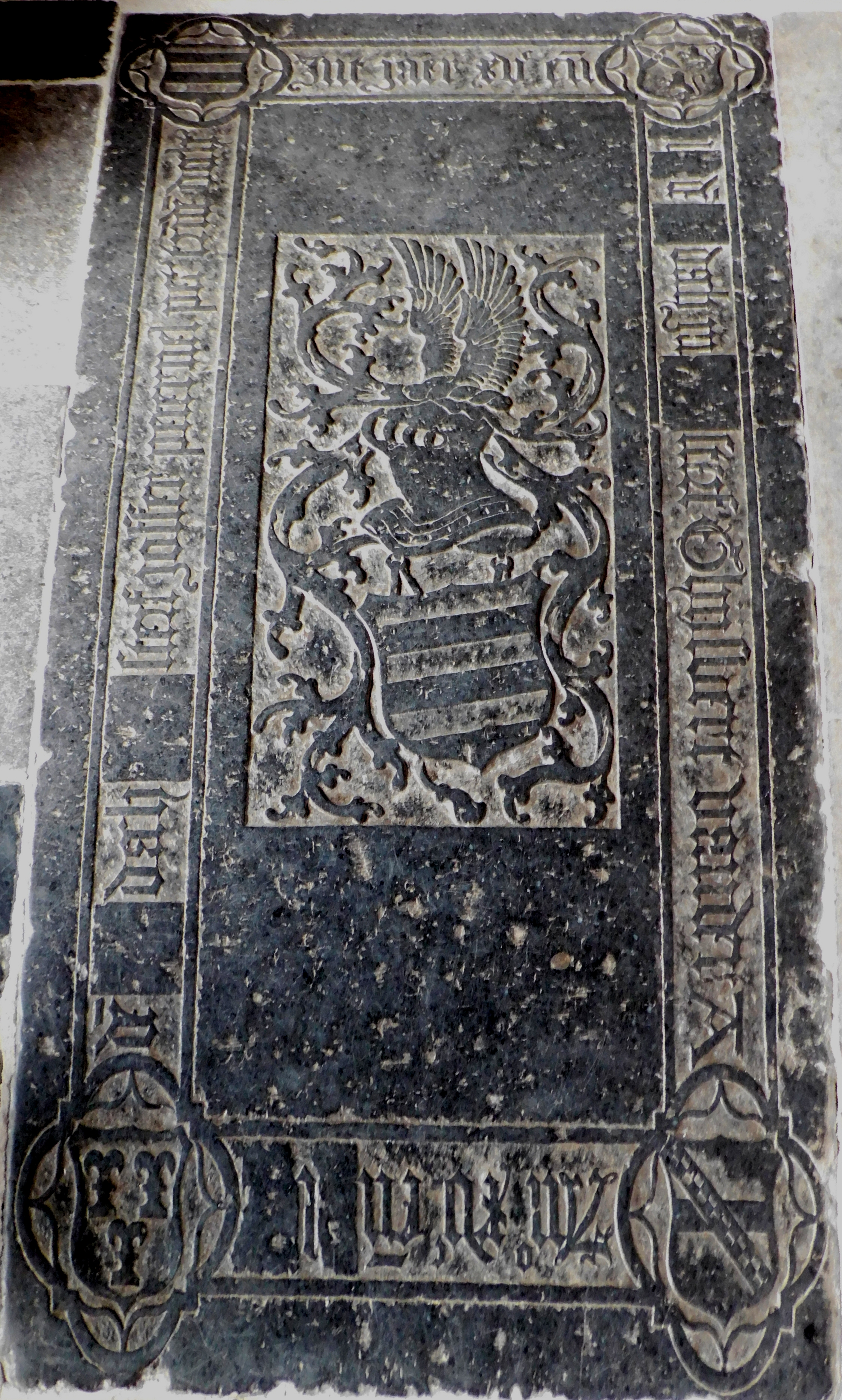
grafsteen in koor
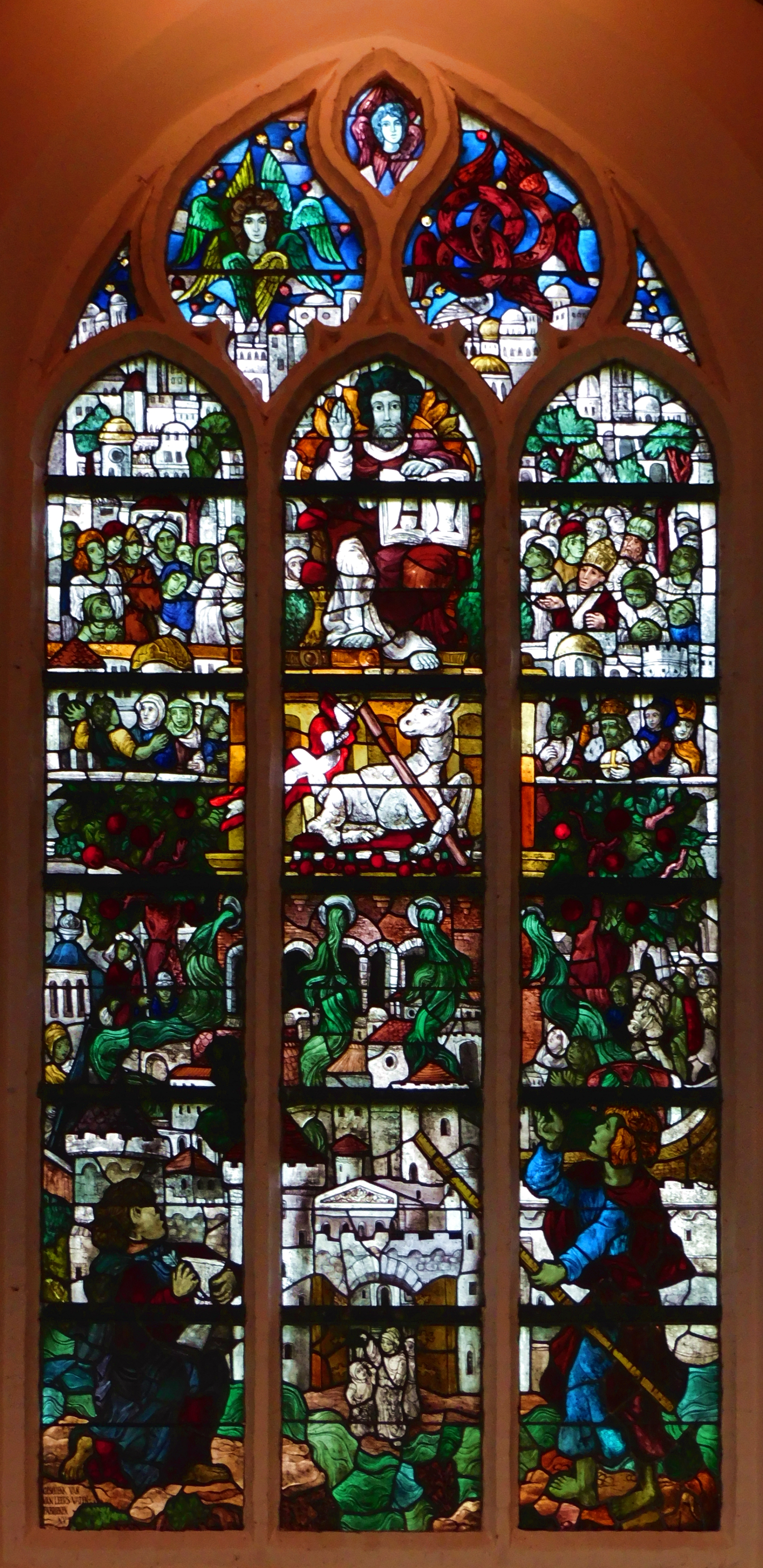
raam noordgevel (gesch. van Leers Vatenfabrieken)
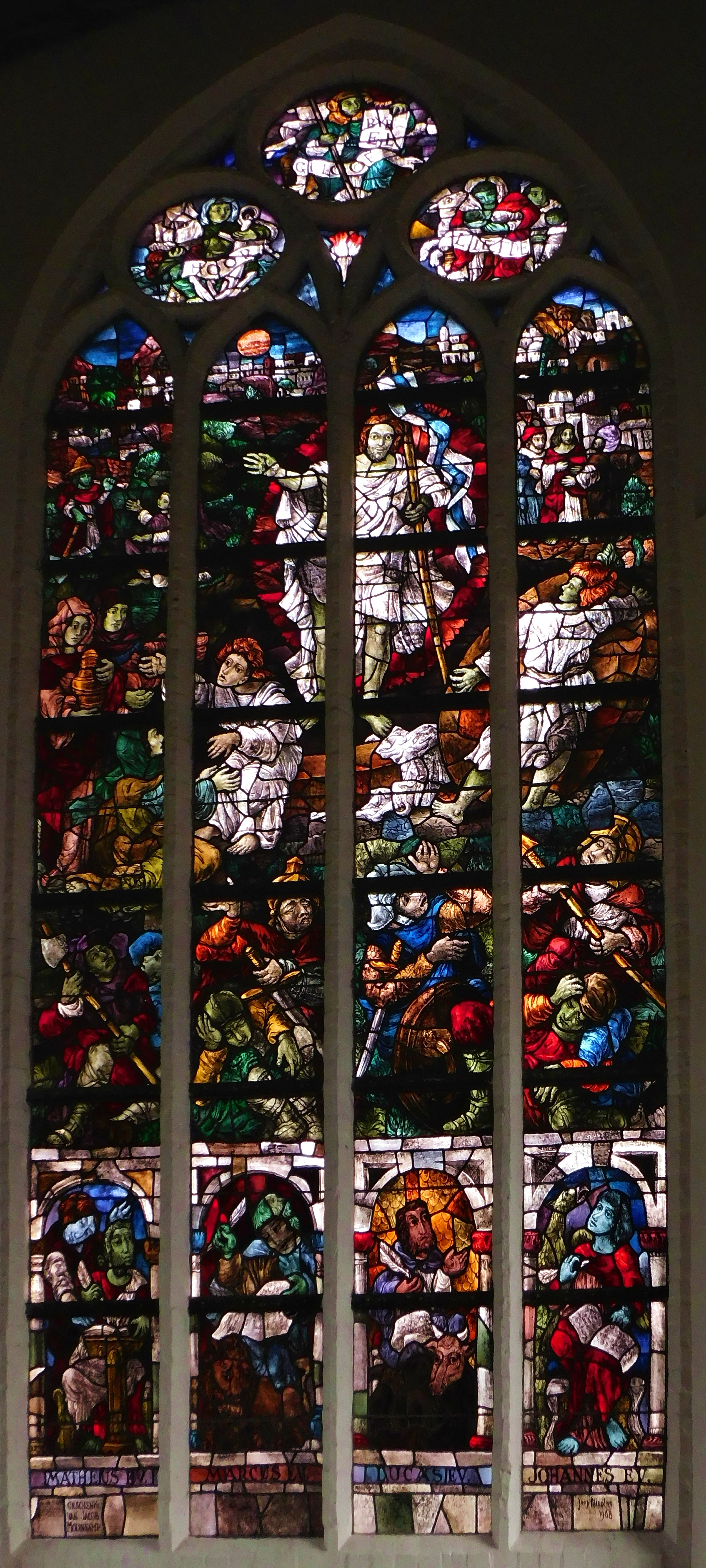
raam oostgevel in het koor (gesch. J. Molenkamp)
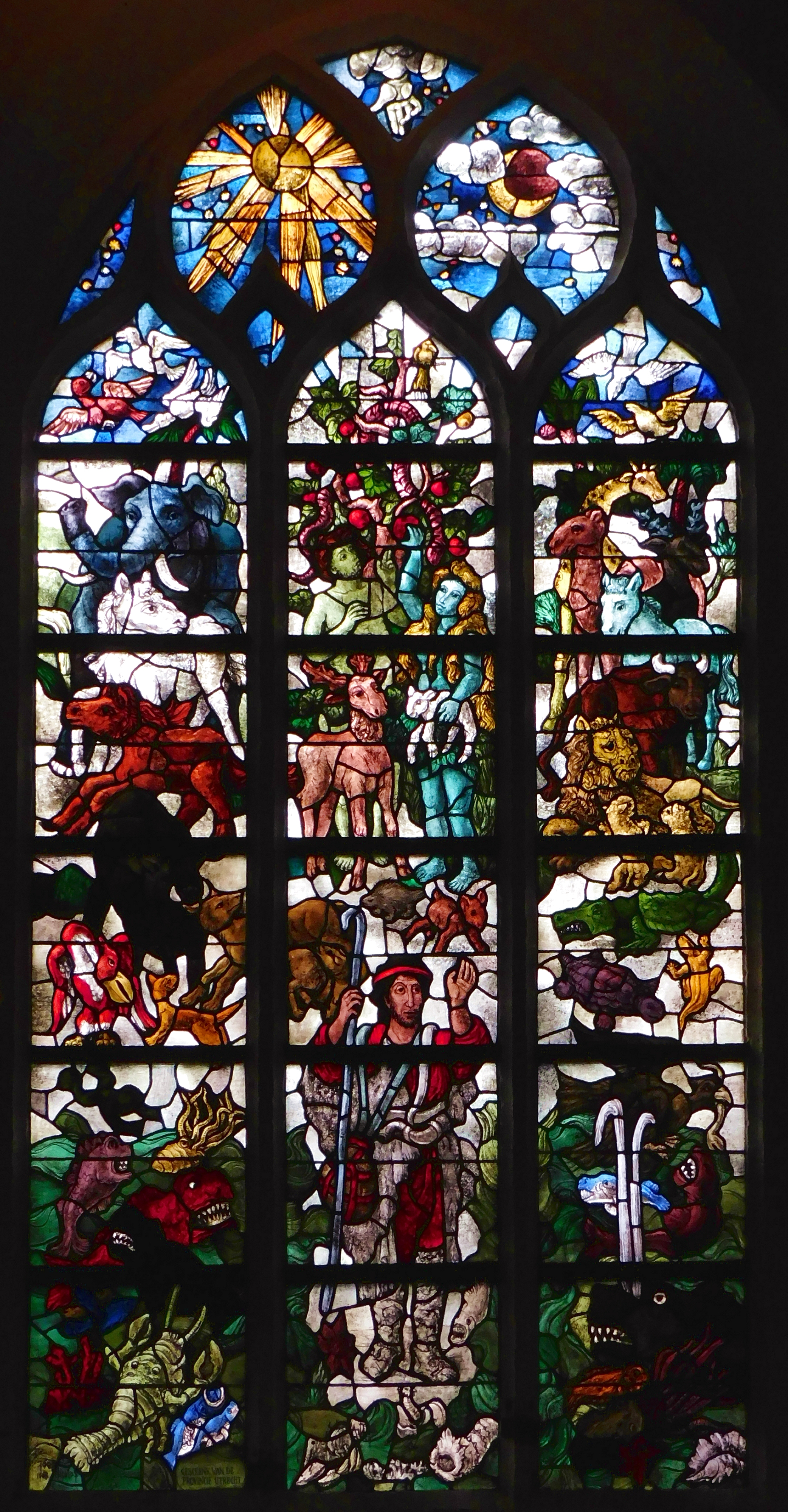
raam zuidgevel (gesch. prov. Utrecht)
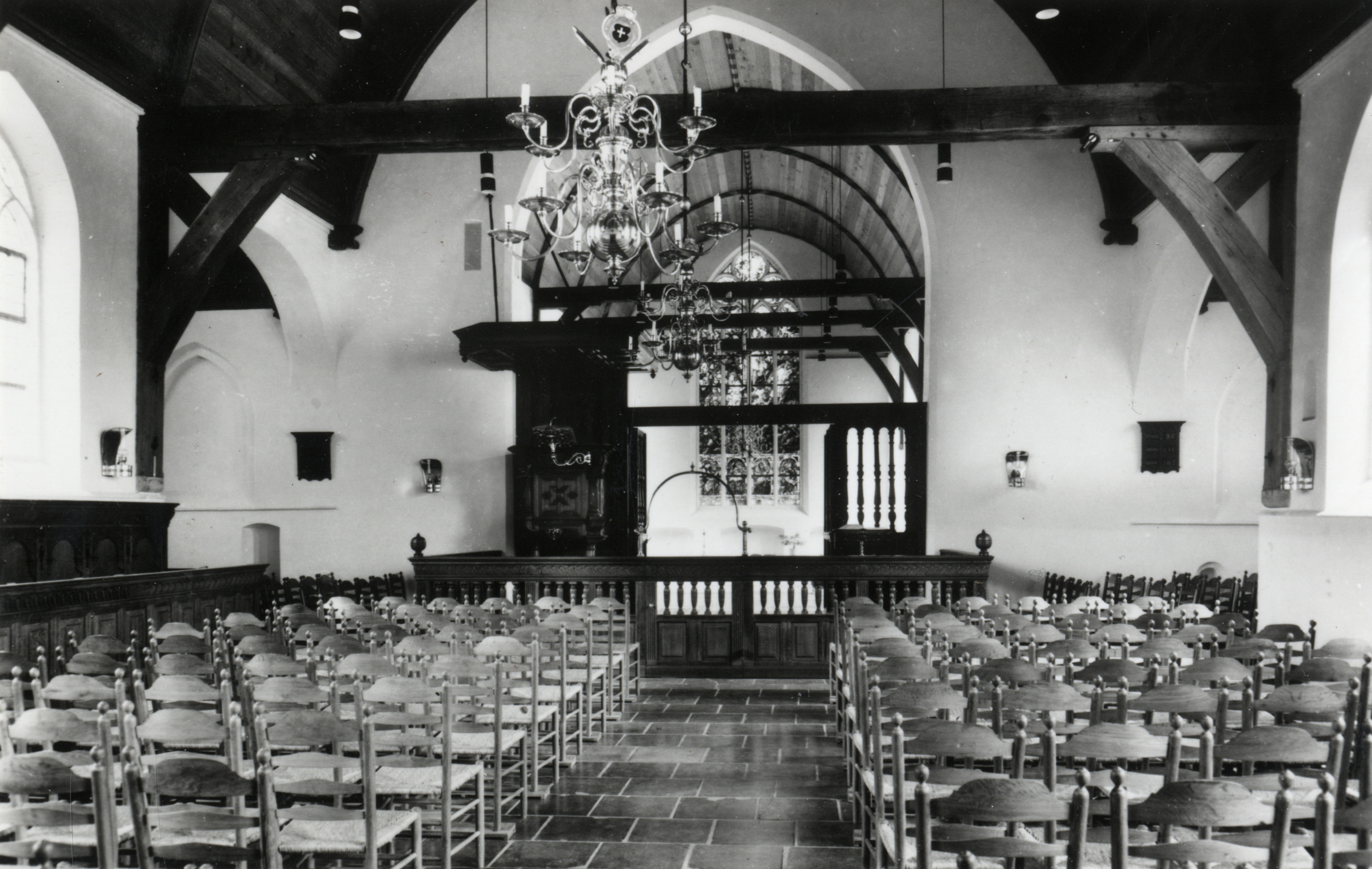
Interieur
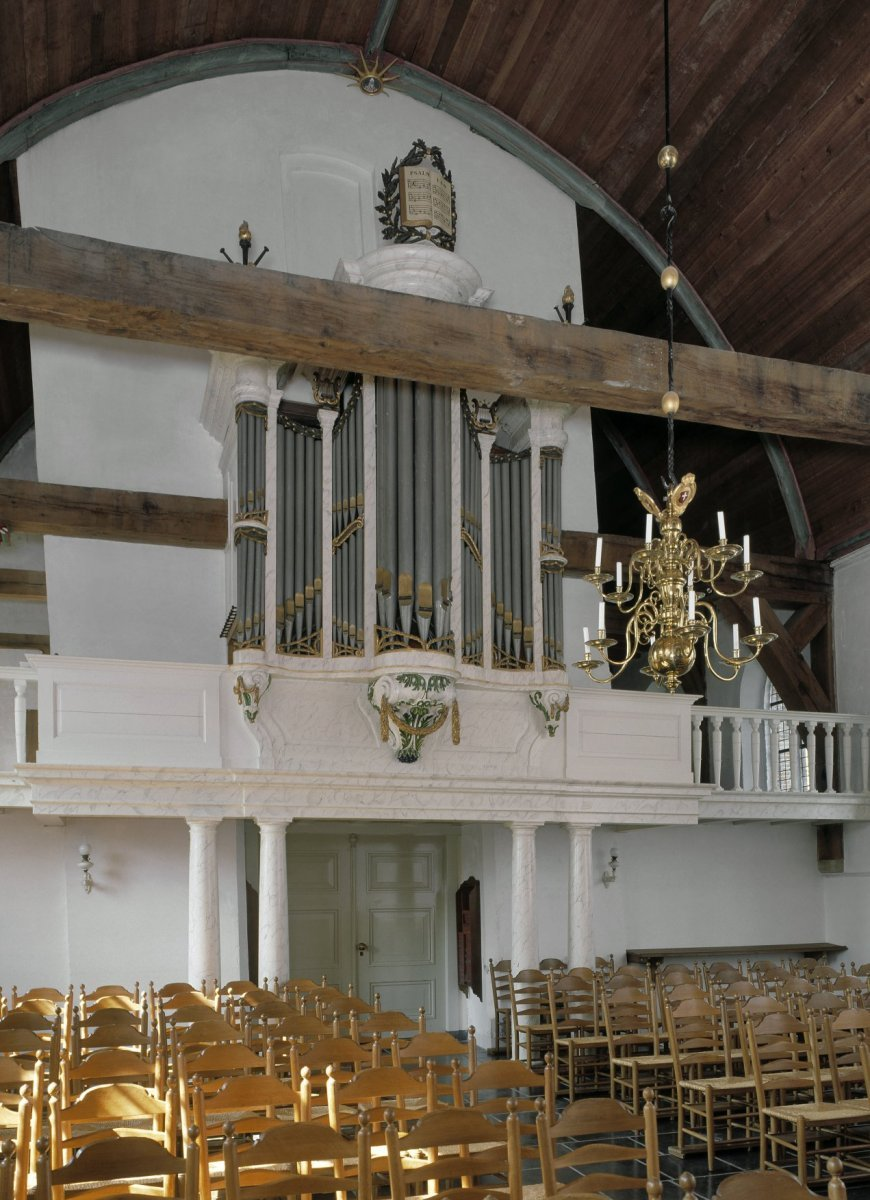
orgel
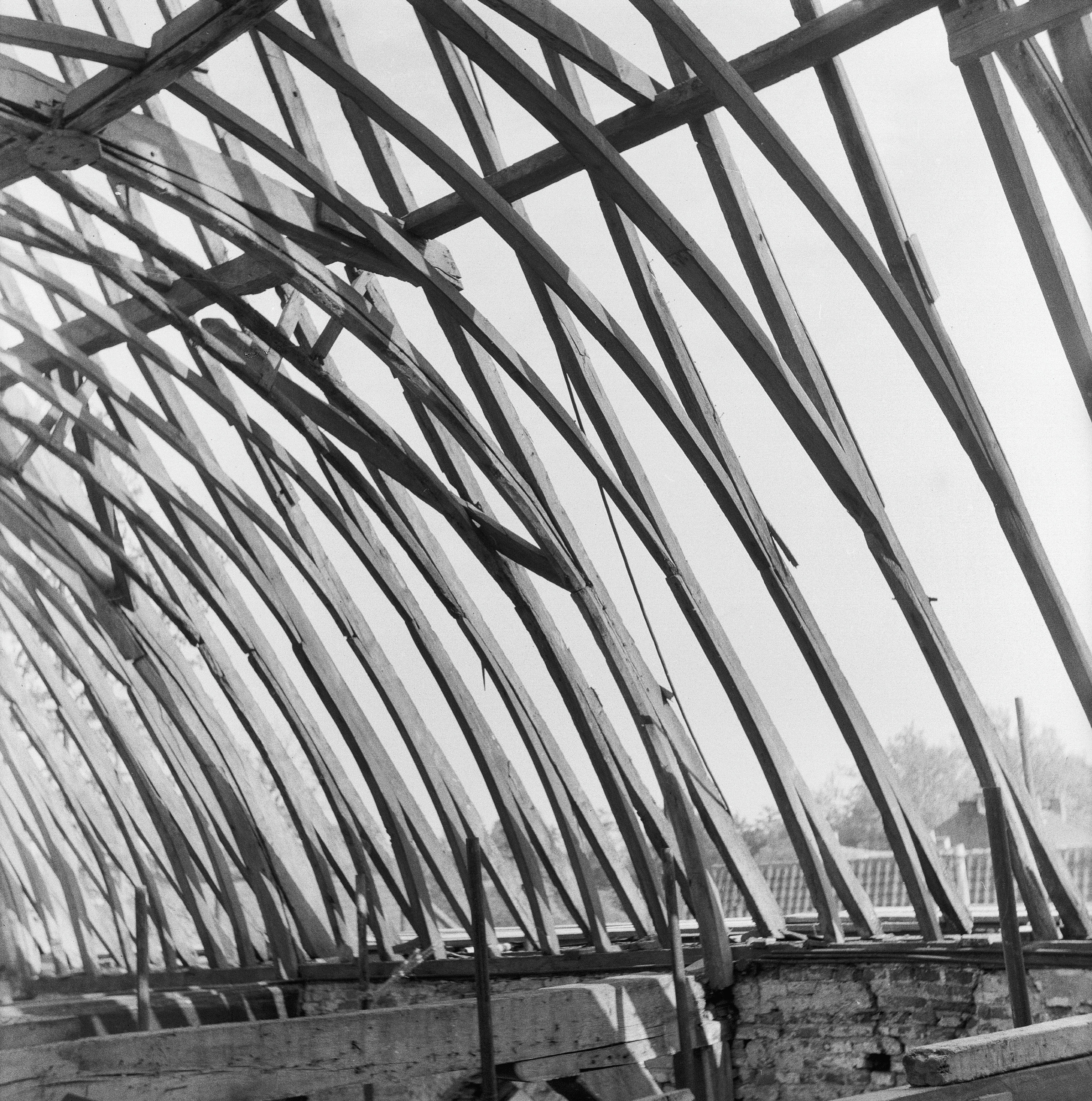
Kap koor, restauratie 1965
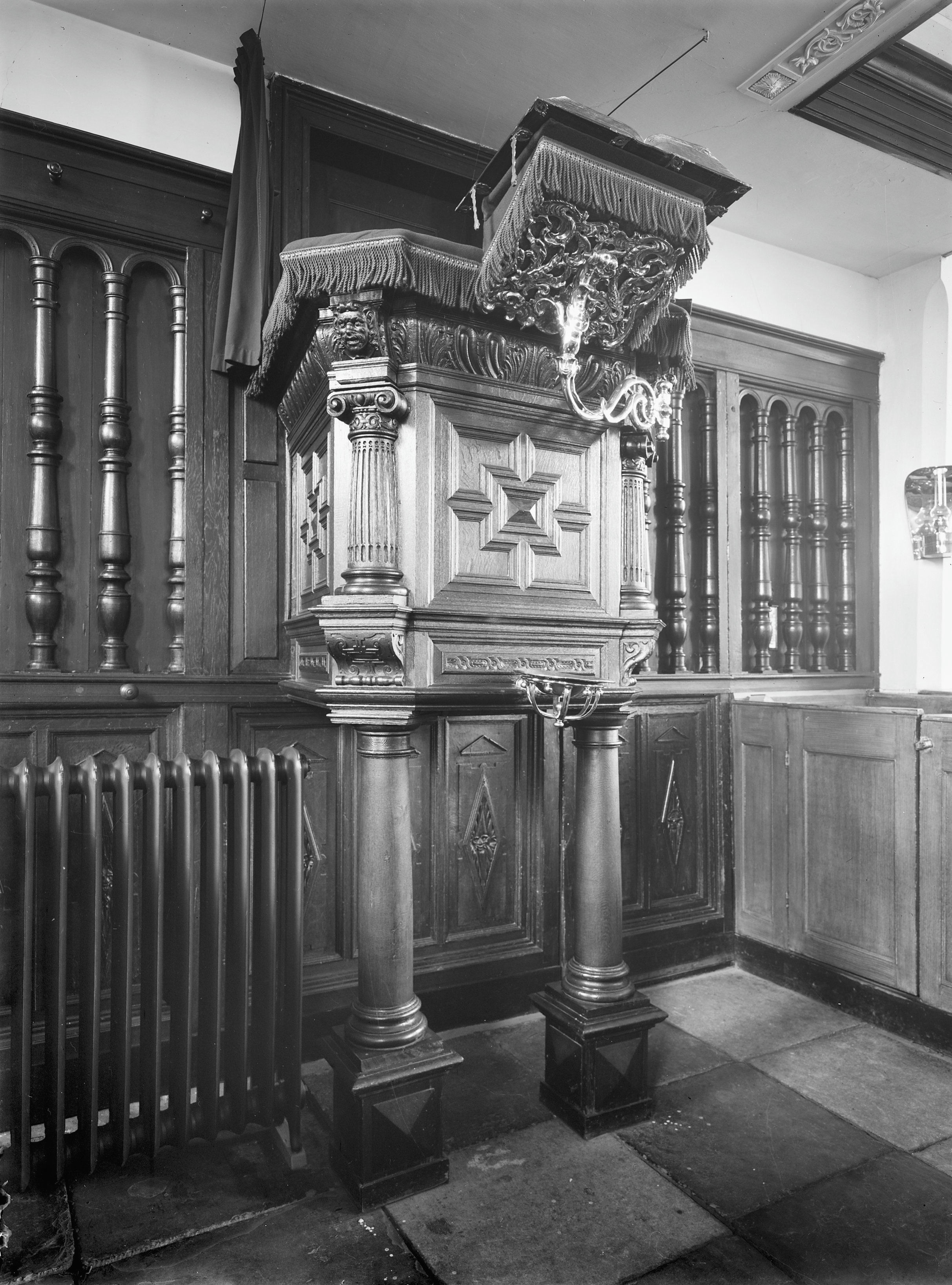
preekstoel